# Comuna Roșia de Amaradia, Gorj
Roșia de Amaradia este o comună în județul Gorj, Oltenia, România, formată din satele Becheni, Dealu Viei, Roșia de Amaradia (reședința), Ruget, Seciurile, Stejaru și Șitoaia.
Localitatea se află situată în partea de est a județului, la limita cu județul Vâlcea. În zonă există o cariera din care se extrage cărbune și sonde care extrag gaze naturale.

## Demografie
Componența etnică a comunei Roșia de Amaradia
     Români (97,41%)
     Alte etnii (2,59%)
Componența confesională a comunei Roșia de Amaradia
     Ortodocși (97,44%)
     Alte religii (0,39%)
     Necunoscută (2,17%)
Conform recensământului efectuat în 2021, populația comunei Roșia de Amaradia se ridică la 3.083 de locuitori, în scădere față de recensământul anterior din 2011, când fuseseră înregistrați 3.132 de locuitori. Majoritatea locuitorilor sunt români (97,41%). Din punct de vedere confesional, majoritatea locuitorilor sunt ortodocși (97,44%), iar pentru 2,17% nu se cunoaște apartenența confesională.

## Politică și administrație
Comuna Roșia de Amaradia este administrată de un primar și un consiliu local compus din 11 consilieri. Primarul, Ion Liviu Cotojman[*], de la Partidul Național Liberal, este în funcție din 2008. Începând cu alegerile locale din 2024, consiliul local are următoarea componență pe partide politice:
|  | Partid                    | Consilieri | Componența Consiliului | Componența Consiliului | Componența Consiliului | Componența Consiliului | Componența Consiliului | Componența Consiliului | Componența Consiliului | Componența Consiliului |
|  | ------------------------- | ---------- | ---------------------- | ---------------------- | ---------------------- | ---------------------- | ---------------------- | ---------------------- | ---------------------- | ---------------------- |
|  | Partidul Național Liberal | 8          |                        |                        |                        |                        |                        |                        |                        |                        |
|  | Partidul Social Democrat  | 2          |                        |                        |                        |                        |                        |                        |                        |                        |
|  | Uniunea Salvați România   | 1          |                        |                        |                        |                        |                        |                        |                        |                        |

## Vezi și
- Biserica de lemn din Becheni
- Biserica de lemn din Roșia de Amaradia
- Biserica de lemn din Seciurile